# Camponotus immigrans
Camponotus immigrans é uma espécie de inseto do gênero Camponotus, pertencente à família Formicidae.